# Marek Židlický
Marek Židlický (* 3. Februar 1977 in Most, Tschechoslowakei) ist ein ehemaliger tschechischer Eishockeyspieler und derzeitiger -trainer, der im Verlauf seiner aktivcen Karriere zwischen 1994 und 2016 unter anderem 885 Spiele für die Nashville Predators, Minnesota Wild, New Jersey Devils, Detroit Red Wings und New York Islanders in der National Hockey League auf der Position des Verteidigers bestritten hat. Židlický wurde mit der tschechischen Nationalmannschaft im Jahr 2005 Weltmeister.

## Karriere
Marek Židlický begann seine Karriere beim HC Rabat Kladno und wurde während des NHL Entry Draft 2001 in der sechsten Runde an 176. Stelle von den New York Rangers ausgewählt.
Bei Vertragsverhandlungen zwischen den Rangers und Židlický kam es zu Differenzen, da ein eigenes Gehalt für die National Hockey League und eines für die American Hockey League üblich ist. Da die Gehaltsunterschiede enorm sind, wollte Židlický ein einziges Gehalt auf NHL-Niveau. Ziel war nicht nur ein hohes Gehalt, falls er in der AHL spielt, sondern auch, dass die Rangers verpflichtet wären, ihn öfters in der NHL spielen zu lassen. Die Rangers ließen sich nicht darauf ein und boten ihm den üblichen zweigleisigen Vertrag an. Doch Židlický lehnte ab und spielte weiter in der finnischen Liga für Helsingfors IFK.
Da die Rangers ihm keinen Einweg-Vertrag gewährten, wurde er mit Rem Murray und Tomáš Klouček an die Nashville Predators im Tausch für Mike Dunham abgegeben. Die Predators waren mit Židlickýs Forderungen einverstanden und gaben ihm ein fixes Gehalt. Dies sollte sich auch bezahlt machen, denn Zidlicky spielte in der Saison 2003/04 in allen 82 Spielen der regulären Saison für die Predators. Die 53 Punkten in seiner ersten Saison galten jedoch nicht als Rookie-Rekord, da er bereits die Altersgrenze von 26 Jahren überschritten hatte.
Während des Lockouts spielte Židlický wieder in Finnland für den Helsingfors IFK. In der Saison 2005/06 kam er in 67 Spielen auf 49 Punkte, durch seine gute Leistungen war es auch keine große Überraschung, dass die Predators ihm sofort einen Vierjahresvertrag anboten. Židlický nahm den 13,5 Millionen Dollar Vertrag an. Sein größter Erfolg 2006 war der Gewinn der Bronzemedaille mit dem tschechischen Team bei den Olympischen Winterspielen in Turin.
Im Sommer 2008 wurde er für Ryan Jones und einem Zweitrunden-Wahlrecht im NHL Entry Draft 2009 zu den Minnesota Wild transferiert. Diese gaben ihn kurz vor der Trade Deadline, am 24. Februar 2012, im Austausch für Kurtis Foster, Nick Palmieri, Stéphane Veilleux, einem Zweitrunden-Wahlrecht im NHL Entry Draft 2012 und einem leistungsbedingten Drittrunden-Wahlrecht im NHL Entry Draft 2013 an die New Jersey Devils ab.
Nach knapp drei Jahren in New Jersey gaben ihn die Devils im März 2015 an die Detroit Red Wings ab und erhielten im Gegenzug ein Drittrunden-Wahlrecht für den NHL Entry Draft 2016. Darüber hinaus wurde vereinbart, dass New Jersey ein zusätzliches Fünftrunden-Wahlrecht (bzw. Zweitrunden-Wahlrecht) im NHL Entry Draft 2015 erhalten soll, falls Detroit in den Play-offs das Conference-Finale (bzw. Stanley-Cup-Finale) erreicht. Beides trat jedoch nicht ein.
Nach Saisonende erhielt Židlický keinen neuen Vertrag in Detroit und schloss sich daher im September 2015 den New York Islanders an, bei denen er einen Einjahresvertrag unterschrieb.
Nach der Saison 2015/16 beendete er seine Karriere. Seit Sommer 2018 betreut er die tschechische U18-Junioren-Nationalmannschaft als Assistenztrainer von Alois Hadamczik.

## Erfolge und Auszeichnungen
| - 2005 Goldmedaille bei der Weltmeisterschaft - 2005 All-Star-Team der Weltmeisterschaft - 2006 Bronzemedaille bei den Olympischen Winterspielen | - 2011 Bronzemedaille bei der Weltmeisterschaft - 2011 All-Star-Team der Weltmeisterschaft |

## Karrierestatistik

### International
Vertrat Tschechien bei:
| - Junioren-Weltmeisterschaft 1995 - Junioren-Weltmeisterschaft 1997 - World Cup of Hockey 2004 - Weltmeisterschaft 2005 - Olympischen Winterspielen 2006 - Weltmeisterschaft 2007 | - Weltmeisterschaft 2008 - Weltmeisterschaft 2009 - Olympischen Winterspielen 2010 - Weltmeisterschaft 2011 - Weltmeisterschaft 2013 - Olympischen Winterspielen 2014 |

(Legende zur Spielerstatistik: Sp oder GP = absolvierte Spiele; T oder G = erzielte Tore; V oder A = erzielte Assists; Pkt oder Pts = erzielte Scorerpunkte; SM oder PIM = erhaltene Strafminuten; +/− = Plus/Minus-Bilanz; PP = erzielte Überzahltore; SH = erzielte Unterzahltore; GW = erzielte Siegtore; 1 Play-downs/Relegation; Kursiv: Statistik nicht vollständig)